# Родовые имена Романовых

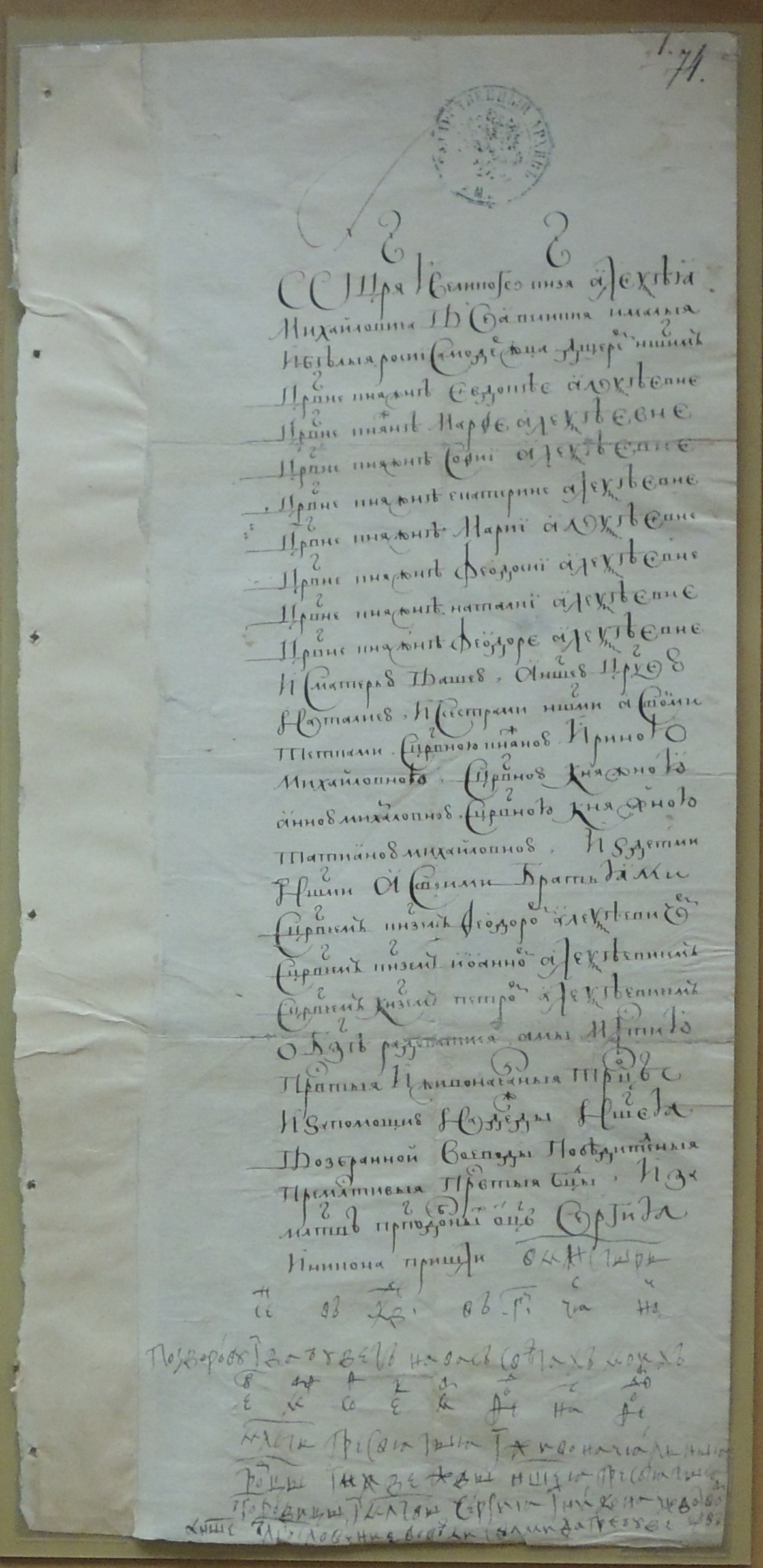
После 1672. Письмо царя Алексея к жене Наталье, сыновьям Федору, Ивану и Петру, дочерям Евдокии, Марфе, Софии, Екатерине, Марии, Феодосии, Наталии и Феодоре о благополучном прибытии в Троице-Сергиев монастырь.

Родовые имена Романовых — круг личных имён (антропонимикон, именослов), родовых и династических, традиционно бытовавших в русской правящей династии Романовых на протяжении 300 лет её существования.

## Предыстория
См. Родовые имена Рюриковичей

## Характеристика

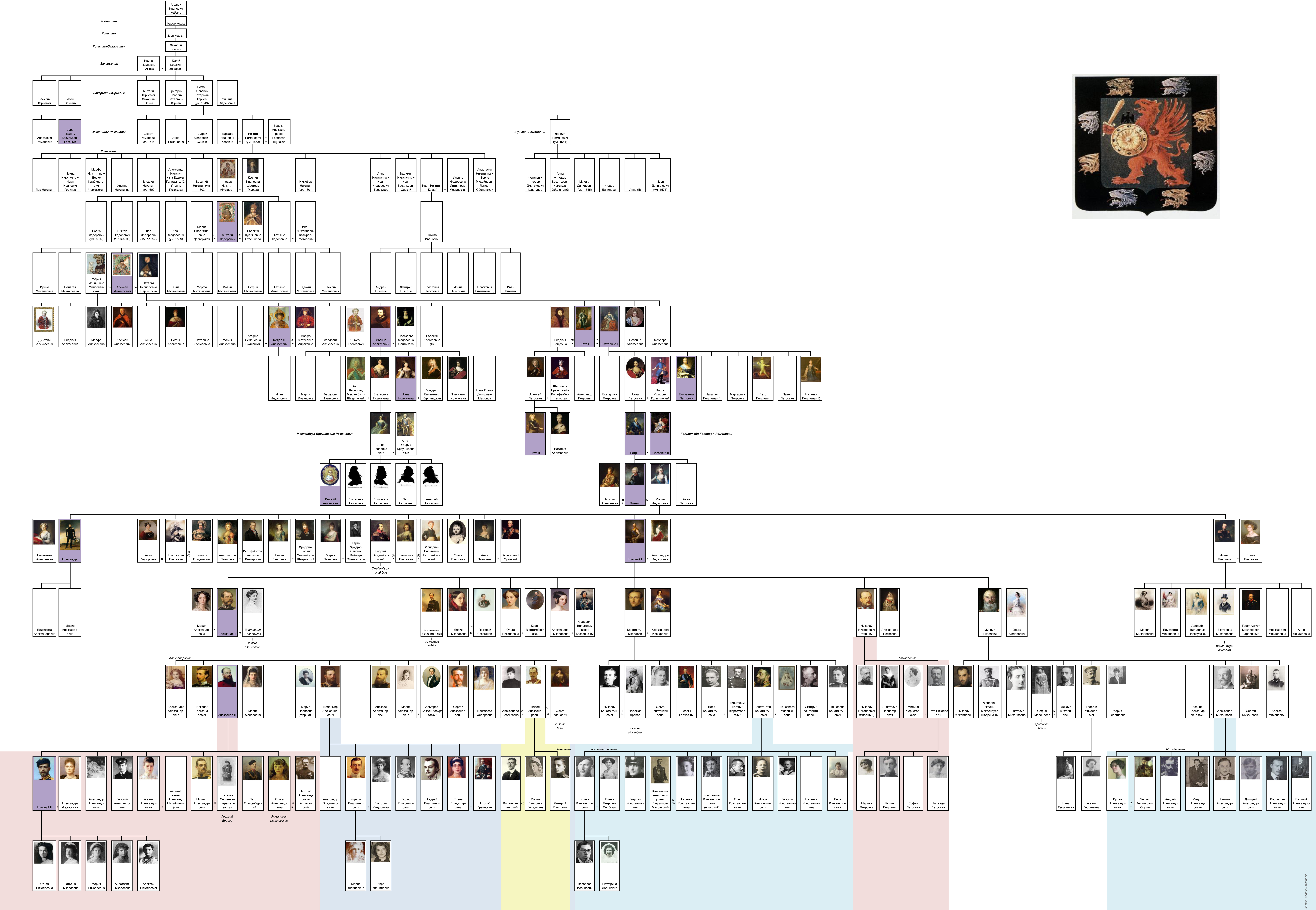
Родословное древо с 1347 по 1917 год

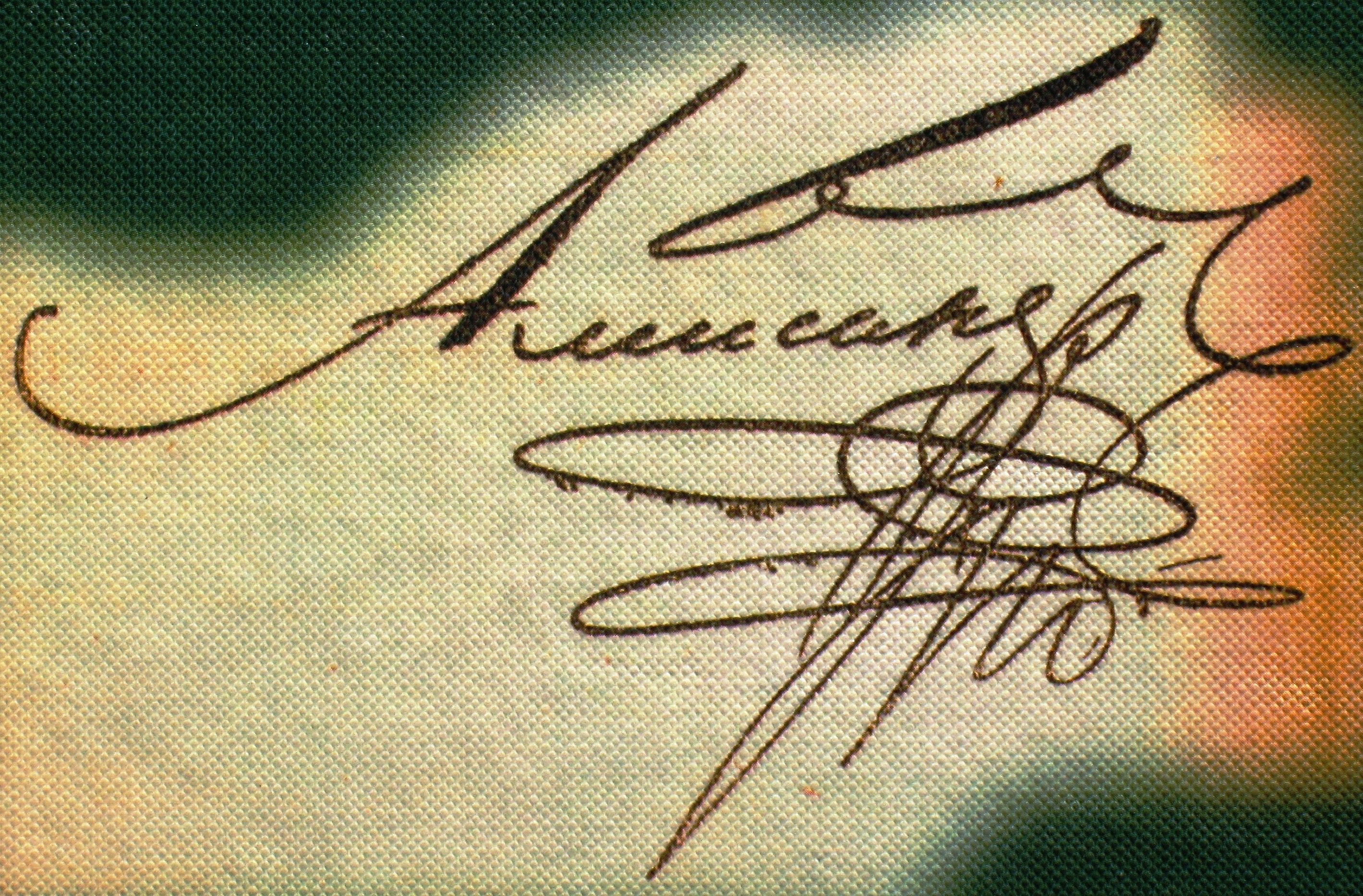
Автограф Александра I

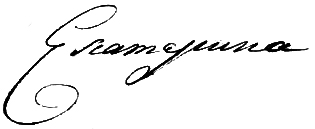
Автограф Екатерины Великой

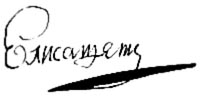
Автограф Елизаветы Петровны

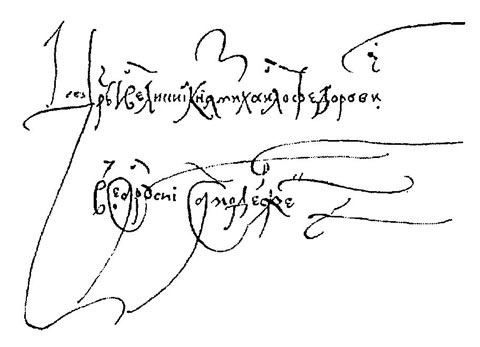
Автограф Михаила Фёдоровича

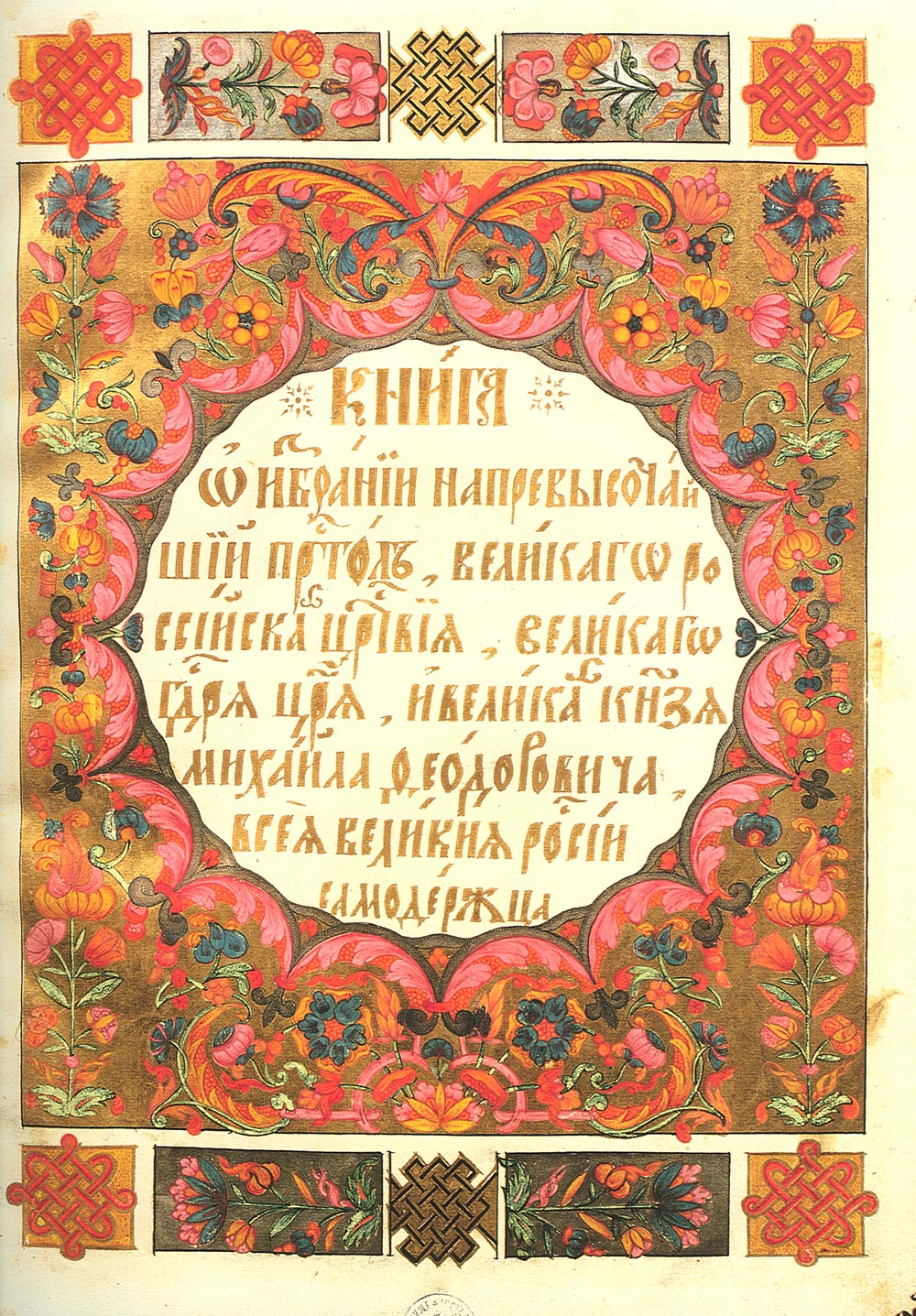
«Книга об избрании на царство царя и великого князя Михаила Фёдоровича» с его именем в заголовке, 1672-73.

Автограф Николая II

Автограф Павла I

Автограф Петра Великого

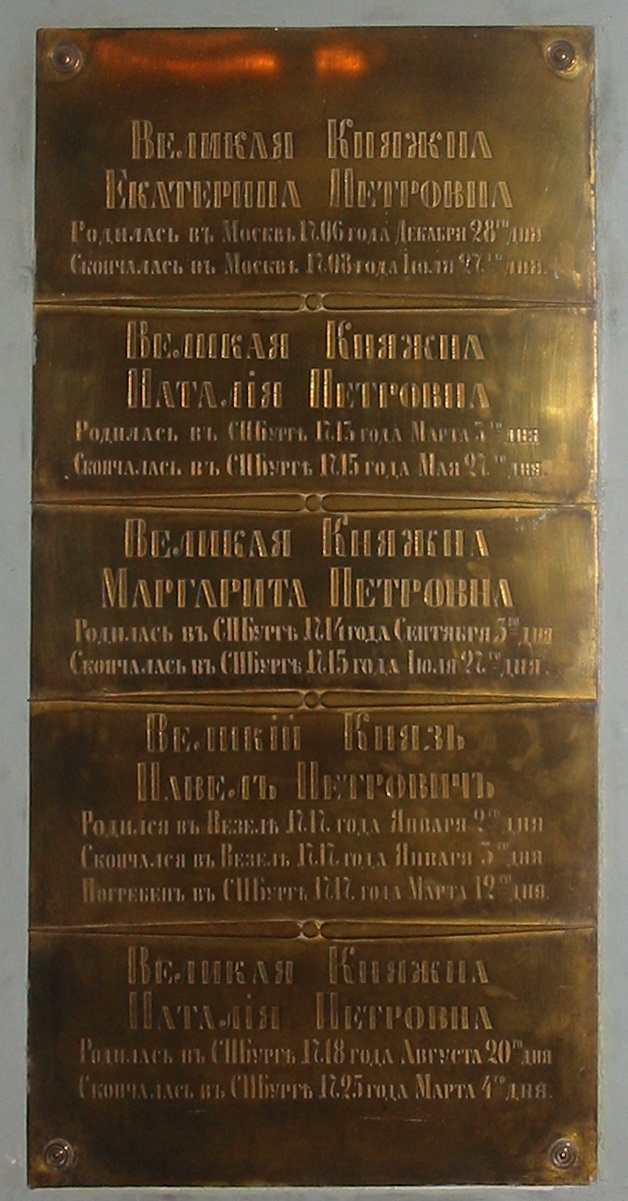
Надгробие детей Петра Великого, умерших в малолетстве — Екатерина, Наталия, Маргарита и Павел

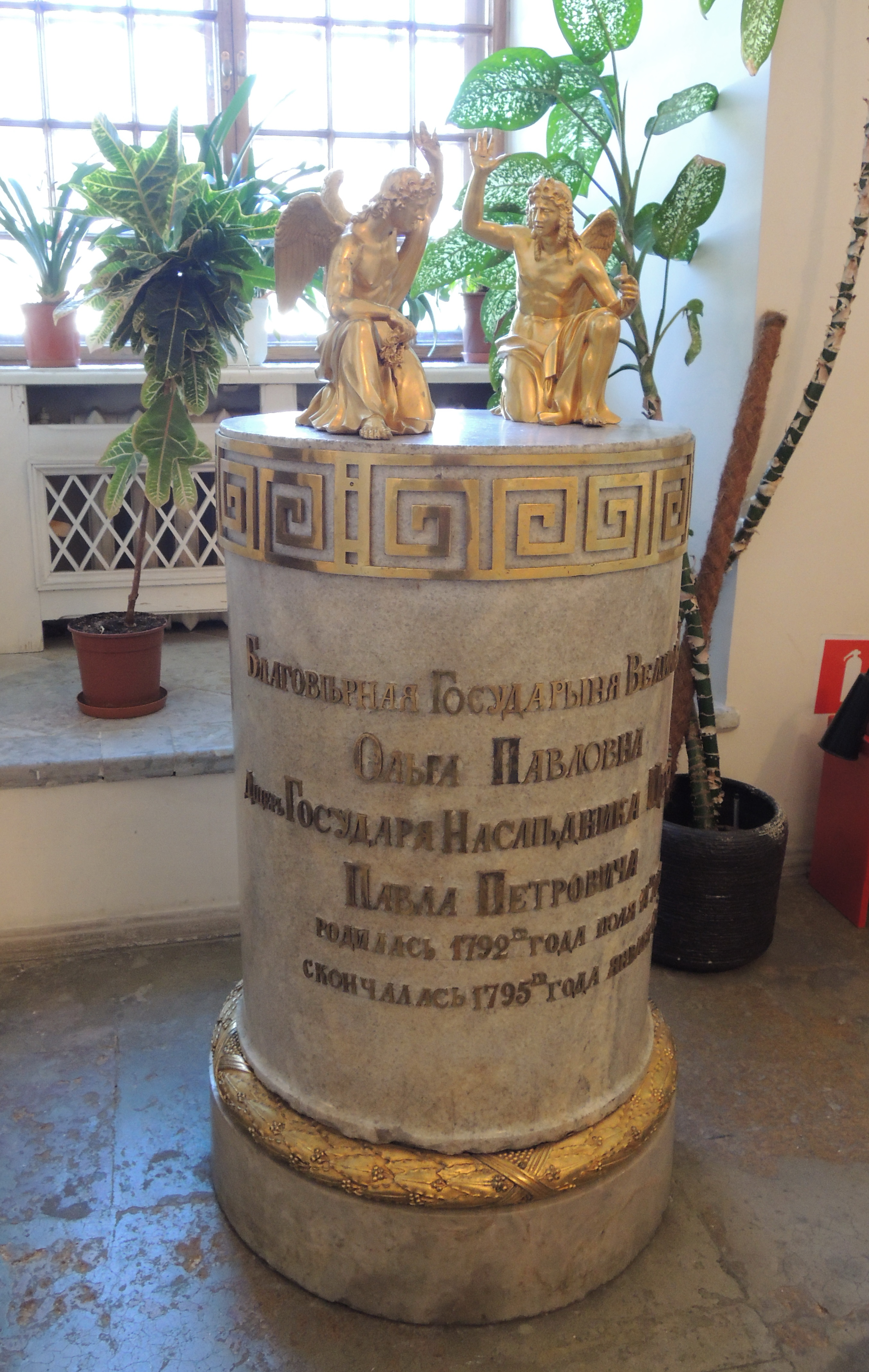
Надгробие вел. кн. Ольги Павловны с её именем

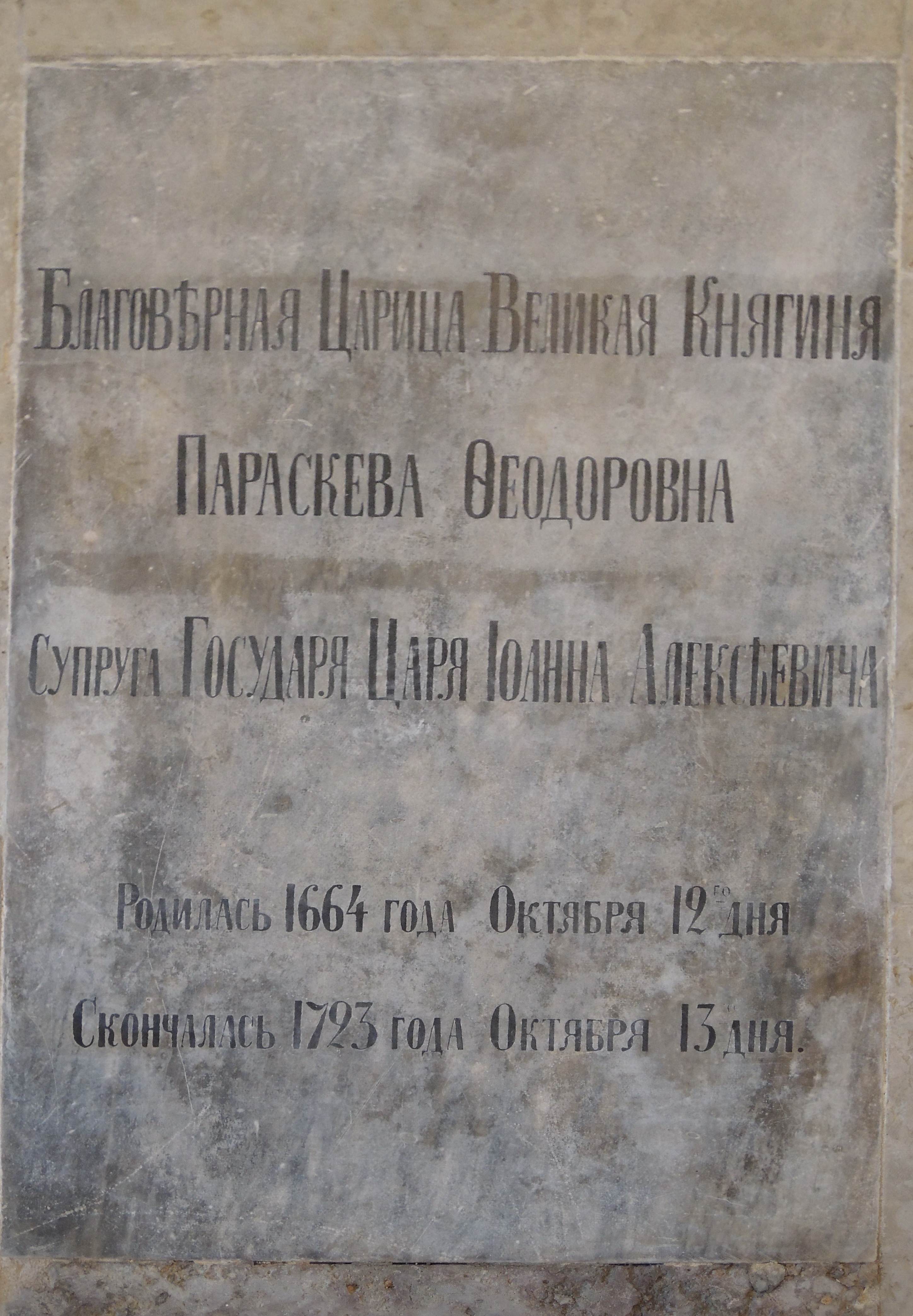
Надгробие царицы Прасковьи

В романовской генеалогии и тесно связанной с ней антропонимии относительно чётко выделяются несколько периодов — особенно отчётливы «допетровский» и «послепетровский».
Династия Романовых, вступив на престол в 1613 году, имела собственный круг фамильных имён (боярских), а также пыталась использовать имена Рюриковичей, с целью демонстрации преемственности власти.
Примечательно, что у Романовых-царей практически отсутствует правило крещения ребёнка по святцам в честь святого, приходящегося на 8-й день от рождения. «День именин отличается от дня рождения на разное число дней в пределах от следующего за днём рождения дня до примерно двух месяцев (но не более того). Следовательно, какая-либо жёсткая закономерность в хронологической соотнесённости дня рождения и дня тезоименитств отсутствует. В то же время день именин не отстоял от дня рождения на слишком большой временной отрезок. А это значит, что при имянаречении в обозримом временно́м пространстве подыскивалось подходящее имя, выбор которого обуславливался не столько святцами, сколько иными, генеалогическими и династическими соображениями. Лишь в редких случаях обнаруживается традиция „восьмого дня“, а также наречение „день в день“, но даже в этих последних случаях, как можно думать, внекалендарные соображения играли существенную роль». Дни рождения и именин совпадают только у царя Михаила Фёдоровича (12 июля — память преподобного Михаила Малеина) и у царевны Софьи Алексеевны (17 сентября — память мучениц Веры, Надежды, Любови и матери их Софии), традиция имянаречения по принципу восьмого дня только у Алексея Михайловича (10 марта, память Алексия, человека Божьего — приходится на 17 марта).
При выборе имён в династии Романовых действовали стандартные правила — своеобразный «культ предков», когда ребёнок называется в честь успешного прародителя, а «несчастливые» имена вычёркиваются из именослова (пример XVIII—XIX вв.: «Пётр» — после смерти Петра III, «Павел» — после Павла I); а также предпочтение особенных «династических» имён для наследников престола («Александр», «Николай»).
Также нормальным обычаем является имянаречение в честь предков и родственников: в XVII веке Михаил Фёдорович называл своих детей в честь братьев и сестёр отца — Филарета. Его сын Алексей Михайлович называл своих детей так же, как звали детей в предыдущем поколении. По той же схеме называл детей Иван V и вначале Пётр I, добавив потом новые имена («Павел», «Маргарита»), которые не привились. Уже в XIX веке Николай I следовал тому же обычаю, назвав своих четверых сыновей теми же именами и в том же порядке, как и его отец. Некоторые имена проникали из семей цариц — Стрешневых, Милославских, Нарышкиных и т. п., проникновение же других не имеет объяснения («Пелагея», «Пётр»). В царское время имена братьев и сестёр могли подбираться и по созвучию или по семантике (Фёдор и Феодора; Фёдор и Пётр; Алексей и Александр; Пётр и Павел).
А используемые династические имена Рюриковичей («Иван», «Фёдор», «Дмитрий») демонстрировали «связь Романовых с московскими царями Рюриковичами и <…> общую парадигму исторической и родовой преемственности московских царей. Указанием на то, что такие имена действительно могут соотноситься с именами царственных „предков“ — Рюриковичей <…> могут служить аналогичные тезоимённые святые (равно как и отсутствие данных имён в роду Романовых ранее)». К этому типу, считает исследователь антропонимики, относятся имена трёх сыновей Алексея Михайловича: Дмитрий Алексеевич (род. 22 октября) (Дмитрий Иванович (род. 19 октября) / св. Димитрий Солунский — день памяти 26 октября), Иван Алексеевич (род. 27 августа) (Иван Грозный (род. 25 августа) / Иоанн Предтеча — 29 августа), Фёдор Алексеевич (род. 30 мая) (Фёдор Иванович (род. 11 мая) / Феодор Стратилат). «Вероятно, при таком имянаречении решающую роль сыграла близость дат рождения и, соответственно, тезоименитств у данных Рюриковичей и Романовых».
В Российской империи происходит обновление именослова. Образец задаёт Екатерина Великая, наделяя новыми именами («Александр», «Константин», «Николай», «Ольга» и др.) своих многочисленных внуков — «в этом поколении дома Романовых желание подчеркнуть родовую принадлежность и династическую преемственность, хотя и не исчезло вовсе, но уступило место другим факторам».
Николай I, как было сказано выше, назвал сыновей по отцовскому образцу. «Далее в четырех ветвях рода соблюдалась такая система: старшие внуки именовались Николаями (в честь деда), вторые внуки — именем отца, а остальные внуки могли быть названы какими-то другими именами. Таким образом, все четыре ветви демонстрировали полное родовое и династическое единство. Имели они каждая и по своему родовому имени, наследуемому от отца к сыну: Александр, Константин, Николай и Михаил. У Александровичей, Константиновичей и Михайловичей известны линии из трёх одинаковых имён в трёх поколениях».
К середине XIX века, в связи с увеличением числа членов семьи в геометрической прогрессии, а также распространением историзма, происходит обращение к позабытым древним династическим именам («Никита», «Ксения»), также — одновременно со всей страной — постепенно вводят древнерусские имена, отсутствующие в святцах («Ростислав»). Также стали вновь появляться «плохие» имена («Пётр», «Павел») — вероятно, к этому времени «негативная» память об обстоятельствах их трагической жизни и смерти стала стираться.

## Список имён

### Мужские
- Александр — популярное имя, в частности, благодаря небесному покровителю св. князю Александру Невскому, культ которого был важен для империи и Петербурга. В допетровском периоде не встречается. Первым его получил малолетний сын Петра Великого. Династическое имя трёх императоров, первый из которых получил его от бабки Екатерины Великой в связи с Греческим проектом, в котором он виделся новым Александром Македонским[3][4]. Благодаря военным успехам Александра I и его положительному имиджу в династии использовалось в семье часто, пока Николай II не нарушил традицию, назвав сына необычным для наследника именем «Алексей».
- Алексей — родовое имя, однако со сложной судьбой. Его носил второй царь из династии Романовых — Алексей Михайлович, причём причина, по которой первенец получил это не фамильное имя, неясна[5]; видимо, по святцам (в честь Алексия, человека Божьего). Его сын Алексей Алексеевич (крещённый в честь другого святого — московского митрополита Алексия) рано умер, а внук Алексей Петрович умер в камере Петропавловской крепости во время следствия по делу о его тайном бегстве из России за границу. После этого имя становится «нехорошим» и исчезает до 1850 года, когда Александр II даёт его своему четвёртому сыну, видимо, вернувшись к истокам. Покровителем Алексеев был важный московский святой — митрополит Алексий. Религиозный Николай II, по некоторым указаниям, неожиданно даёт своему наследнику это не династическое имя как раз в честь него, а также в честь царя Алексея, которого очень чтил[2].
- Андрей — традиционное имя Рюриковичей, однако используется Романовыми редко (XIX век).
- Борис — традиционное имя Рюриковичей, однако используется однократно (XIX век).
- Василий — традиционное имя Рюриковичей, однако, несмотря на своё «царское» значение, используется редко — единожды для царевича Василия Михайловича, умершего во младенчестве, и затем лишь в XX веке. Возможно, имя стало «плохим» в XVII веке из-за судьбы царя Василия Шуйского.
- Владимир — традиционное имя Рюриковичей, однако, будучи «языческим», впервые используется в 1847 году Александром II при рождении третьего сына. Затем ещё раз — в XX веке.
- Всеволод — традиционное имя Рюриковичей, однако, будучи «языческим», единожды используется в XX веке.
- Вячеслав — традиционное имя Рюриковичей, однако, будучи «языческим», используется единожды в 1862 году, при рождении Вячеслава Константиновича в Варшаве, куда его отец был назначен наместником Царства Польского. Имя, вероятно, имело в глазах родителей «польский» оттенок. Использование «языческого» имени столь рано в XIX веке оправдывается существованием святого покровителя — Вацлава Чешского, в честь которого ребёнок был крещён.
- Гавриил — единожды используется (XIX век).
- Георгий — традиционное имя Рюриковичей, однако используется лишь в императорском доме, всего несколько раз (XIX век). Первым в 1863 году его получил Георгий Михайлович, сын кавказского наместника, родившийся в Грузии, покровительствуемой святым Георгием[2].
- Дмитрий — традиционное имя Рюриковичей, однако, несмотря на своё «царское» значение, используется редко — единожды для царевича Дмитрия Алексеевича, умершего во младенчестве, и затем лишь в XIX веке несколько раз, с 1860 года. Возможно, имя стало «плохим» из-за гибели царевича Дмитрия Углицкого в 1591 году, несмотря на то, что он был канонизирован уже в начале XVII века.
- Иван — традиционное имя Рюриковичей, и возобновляется в царское время. Однако несчастная судьба Иоанна Антоновича вычеркивает его[2] до 1886 года, причем оно используется в форме «Иоанн».
- Игорь — традиционное имя Рюриковичей, однако, будучи «языческим», впервые используется в 1894 году.
- Илья — имя используется единожды для рано умершего царевича Ильи Фёдоровича, названного в честь прадеда Ильи Милославского. С пресечением «линии Милославских» не повторяется.
- Кирилл — однократное использование в XIX веке. Прародитель — дед Петра Великого Кирилл Полуэктович Нарышкин.
- Константин — первый носитель имени, цесаревич Константин Павлович, получил его от бабки Екатерины Великой в связи с Греческим проектом, в котором он виделся новым Константином Великим. Имя устоялось в семье, однако (вероятно, из-за одиозности цесаревича) наследовалось по младшим ветвям.
- Михаил — традиционное «романовское» имя, принадлежавшее основателю династии Михаилу Фёдоровичу, который родился в день святого Михаила Малеина, в честь которого и был крещён (а также в честь дяди Михаила Никитича Романова). Однако с тех пор почему-то не используется, пока Павел I, после смерти Екатерины Великой получивший возможность крестить своих детей самостоятельно, не даёт его своему четвёртому сыну — видимо, с отсылкой к корням, а также в связи с тем культом Архангела Михаила, который особенно поддерживался Павлом I (архистратиг — предводитель небесного воинства как покровитель императора-рыцаря; миссия государя по искоренению антихристианских революционных сил; его день как праздник всех российских орденов; щитодержатель Большого государственного герба; Михайловский замок и т. п.)[2]. С тех пор имя бытует в XIX веке, причём часто доставаясь именно 4-м сыновьям. Небесным покровителем великих князей этого имени обычно был архангел.
- Никита — единожды используется в 1900 году. Прародитель — отец Филарета Никита Романович Захарьин. Павел I собирался двум своим сыновьям-бастардам, в случае их рождения, дать имена «Никита» и «Филарет».
- Николай — популярное имя (XIX век), династическое имя двух императоров. Возникает благодаря Екатерине Великой, давшей его третьему внуку. Объяснения этому имянаречению в источниках не содержится, хотя Николай Чудотворец был весьма почитаем на Руси[6]. Возможно, Екатерина учитывала семантику имени, восходящего к греческим словам «победа» и «народ»[2]. С тех пор активно используется его потомками.
- Олег — традиционное имя Рюриковичей, однако, будучи «языческим», впервые используется в 1892 году.
- Павел — введено впервые Петром Великим, как семантически парное[7] к имени другого его сына Петра. Затем Елизавета Петровна даёт имя этого своего умершего брата наследнику — Павлу I, который становится полным тёзкой умершего царевича. Однако из-за несчастной судьбы императора Павла имя вычеркивается[6], и затем лишь единожды используется в 1860 году.
- Пётр — популярное императорское династическое имя (XVIII век). Первым его носителем стал Пётр Великий, 14-й ребёнок Алексея Михайловича. Причина, по которой он получил это имя, не ясна, возможно, в качестве эвфонического соответствия имени старшего брата (Фёдор/Пётр)[5]. Оно не встречалось ни у Романовых, ни у Нарышкиных, и даже у Рюриковичей в московской династии последним представителем был Пётр Дмитриевич, умерший в 1428 году. Использовалось его потомками, пока гибель Петра III не сделала его «несчастливым»[2], с тех пор встречается лишь единожды в 1864 году.
- Роман — единожды используется в 1896 году. Предок — Роман Юрьевич Захарьин.
- Ростислав — традиционное имя Рюриковичей, однако, будучи «языческим», единожды используется в 1902 году, потому что отец Ростислава Александровича в то время командовал эскадренным броненосцем «Ростислав»[2].
- Сергей — дважды используется с 1857 года.
- Симеон — единожды используется в XVII веке. Царевич Симеон Алексеевич был назван в честь двоюродного дедушки — Семёна Лукьяновича Стрешнева, также имя бытовало среди Рюриковичей, однако распространения у Романовых не получило.
- Фёдор — традиционное имя Рюриковичей. Фёдор III Алексеевич получил имя в честь прадеда — патриарха Филарета, также оно соответствовало царю Фёдору Иоанновичу — двоюродному дяде Михаила Фёдоровича. Однако, видимо из-за несчастной судьбы всех Фёдоров на русском престоле, имя вычёркивается до 1898 года.

### Женские
- Александра — популярное женское имя, женская форма имени «Александр» (см. выше). Его получили при переходе в православие две императрицы, на какое то время пользовалось популярностью, также его получали по аналогичной причине некоторые великие княгини. Впервые — у внучки Екатерины Великой в русле Греческого проекта, как парное старшему брату. В 1849 умерла Александра Александровна, после её смерти никто в императорской фамилии не называл так дочерей, так как все княжны с таким именем скоропостижно умирали, не дожив до 20 лет.
- Анастасия — имя несколько раз используется (XIX—XX век), возможно, возвращено в именослов в честь прародительницы Анастасии Романовны.
- Анна — популярное женское имя почти на всем протяжении существования семьи. Первая носительница — царевна Анна Михайловна, вероятно, имя получила в честь тётки отца (сестры патриарха Филарета) — Анны Никитичны, так же звалась её бабка со стороны матери. Встречается до середины XIX века.
- Вера — имя несколько раз используется (XIX век). В первый раз — для Веры Константиновны, названной так вместо «Александры» по желанию деда Николая I, будто бы воскликнувшего: «Пусть она будет моей верой!».
- Евдокия — популярное царское имя. Его носила родоначальница, первая царица из рода Романовых Евдокия Стрешнева, и в честь неё называли несколько её потомков-царевен. Жена Петра I Евдокия Лопухина перед свадьбой была переименована в «Евдокию» из «Прасковьи». Однако Лопухина оказалась «плохой» царицей, и имя исчезает из именослова с XVIII века, хотя ещё не стало устаревшим, судя по аристократам. Впрочем, Павел I хотел дать его одной из своих внебрачных дочерей, как бы отсылая к корням рода.
- Екатерина — популярное имя. Первой его носительницей стала царевна Екатерина Алексеевна. По преданию, перед рождением дочери царю Алексею Михайловичу привиделся образ святой Екатерины Александрийской, поэтому дочь получила это нетипичное для Романовых имя[8]. Пётр I считал эту сестру, в отличие от других, «хорошей», и доверил ей быть крёстной матерью Марты Скавронской, которая стала её полной тезкой и по отчеству (Екатерина I). По тому же лекалу при переходе в православие получила имя и отчество Екатерина Великая, называть детей в честь которой, разумеется, не уставали все её потомки.
- Елена — имя несколько раз используется (XIX век). Первая носительница — внучка Екатерины Великой. Сама императрица объясняла, что в честь Елены Прекрасной[9] — тогда это именование в русле Греческого проекта.
- Елизавета — популярное имя, введённое Петром I для дочери. Не было ни родовым, ни династическим, не продиктовано ни святцами, ни переводом. Возможно, выбрано как семантическая пара к имени матери «Екатерина»[7]. Пётр I очень любил это имя — «Лизеттой» прежде звались и его любимая лошадь, и корабль[10].
- Ирина — первая носительница, царевна Ирина Михайловна, имя своё получила в честь тётки царя Михаила, Ирины Никитичны. Однако до 1895 года имя больше не используется.
- Кира — однократное использование в 1909 году, имя «слеплено» из отцовского.
- Ксения — дважды используется с 1875 года. Предок — Ксения Ивановна Шестова, мать Михаила Фёдоровича.
- Маргарита — имя единожды использует Пётр I для дочери. Возможно, по имени одной из дочерей пастора Глюка, в семье которого воспитывалась Екатерина I[10]. Также это имя при постриге несколькими годами ранее приняла сестра Петра царевна Марфа Алексеевна.
- Марина — имя единожды используется в 1892 году.
- Мария — популярное имя, принадлежавшее трём императрицам и двум царицам. Первой им была крещена царевна Мария Алексеевна, названная в честь матери Марии Милославской. В империи его первой обладательницей стала Мария Фёдоровна (императрица, жена Павла I), в девичестве звавшаяся «София Мария Доротея Августа Луиза, дочь Фридриха», которой Екатерина II сменила имя на наиболее близкое. Многочисленные потомки Марии Фёдоровны часто его использовали, тем более что имя само по себе всегда оставалось популярным во всём мире благодаря Богоматери.
- Марфа — семейное «романовское» имя, использовавшееся в царскую эпоху. Царевен называли в честь матери Михаила Фёдоровича — инокини Марфы (Ксении Шестовой). В империи не используется, став устаревшим, хотя Павел I даёт его одной из своих внебрачных дочерей, как бы отсылая к корням рода.
- Надежда — имя единожды используется (XIX век).
- Наталья — популярное имя, проникшее в род благодаря царице Наталье Нарышкиной и названной в честь неё дочери. Пётр очень любил обеих, и дал это имя двум своим дочерям и внучке (все умерли в детстве). Екатерина Великая возвращает его в именослов, крестя им первую жену Павла, однако та умирает, и имя вычёркивается до 1905 года.
- Нина — имя единожды используется в 1901 году в семье первого из Георгиев, родившегося в Грузии, которой покровительствует святая Нина[2].
- Ольга — популярное имя (XIX век), впервые использованное Екатериной Великой для своей пятой внучки, так как та родилась точно в день св. княгини Ольги[11]. Используется с раннего времени, в отличие от других «языческих» имён.
- Пелагея — однократное использование в XVII веке, причина неизвестна.
- Прасковья — имя, единожды данное царевне Прасковье в честь её матери Прасковьи Салтыковой. С пресечением линии Ивана V не распространилось, вдобавок устарело.
- Софья — первым носителем имени была царевна Софья Михайловна. Причины, по которым ребёнок получил имя «Софья», неясны, хотя оно использовалось среди династии Рюриковичей ранее. В следующем поколении в день св. Софии была рождена царевна Софья, из-за которой имя было вычеркнуто до 1898 года. Имя «София» было составной частью протестантских имен четырёх императриц, однако ни одной из них не было оставлено при переходе в православие — в отличие от компонента «Мария».
- Татьяна — первая его носительница царевна Татьяна Михайловна была названа в честь единственной сестры царя Михаила Фёдоровича, Татьяны Фёдоровны. Затем имя становится старомодным и исчезает до 1890 года, после чего используется дважды, причём Николай II называет дочь в честь пушкинской Татьяны[2].
- Феодора — имя используется однажды (XVII век), как парное мужскому имени Феодор.
- Феодосия — имя используется дважды (XVII век). Первая носительница, Феодосия Алексеевна, видимо, была названа в честь сестры своей бабки Евдокии — Феодосии Стрешневой.

## Смена имён невестами
Многие супруги русских правителей при вступлении в брак были вынуждены сменить имя — в царское время из соображений благозвучия, в период империи — при переходе из лютеранства в православие. У Рюриковичей этот обычай был также принят — София Палеолог была рождена как «Зоя», жена Василия Шуйского Мария до брака была «Екатерина».
Феодоровская икона, главная реликвия Романовых, которой Михаила Фёдоровича благословляли на царство, оказывала влияние на выбор отчества. С конца XVIII века немецкие принцессы, выходя замуж за русских великих князей и принимая для этого православие, по традиции в честь Феодоровской иконы получали себе отчество Фёдоровна. К ним относятся Мария Фёдоровна (жена Павла I), Александра Фёдоровна (жена Николая I), Мария Фёдоровна (жена Александра III), Александра Фёдоровна (жена Николая II) и Елизавета Фёдоровна. Эта традиция восходит ещё к XVII веку, когда в честь той же иконы «неблагозвучное» отчество царицы Евдокии Лопухиной было поменяно с «Илларионовна» на «Фёдоровна», а при вступлении в брак царя Ивана Алексеевича с Прасковьей Александровной Салтыковой ей не только изменили отчество на «Фёдоровну», но и переменили имя её отцу с Александра на Фёдора.
| Имя при рождении                                                             | Имя в браке                           | Примечание |
| ---------------------------------------------------------------------------- | ------------------------------------- | --- |
| Мария Ивановна Хлопова                                                       | Анастасия                             | Несостоявшаяся невеста Михаила Фёдоровича. После её выбора на смотре невест девушку взяли во дворец и переименовали, однако свадьба не состоялась.                                                                               |
| Прасковья Александровна Салтыкова                                            | Царица Прасковья Фёдоровна            | Невесте было изменено отчество на почётное в честь иконы; её отцу было изменено имя. |
| Прасковья Илларионовна Лопухина                                              | Царица Евдокия Фёдоровна              | Отчество было поменено по той же причине, что и выше; имя — вероятно, чтобы оба брата (Иван V и Петр I) не оказались оба женатыми на царицах Прасковьях. Имя «Евдокия» — в честь Евдокии Стрешневой, бабушки жениха.             |
| Марта Самуиловна Скавронская (?)                                             | Императрица Екатерина I Алексеевна    | При переходе в православие. Имя «одолжила» сестра Петра, крёстная мать Марты — царевна Екатерина Алексеевна. |
| София Августа Фредерика Ангальт-Цербстская                                   | Императрица Екатерина II Алексеевна   | В честь предыдущей, так как её мужем тоже был Пётр. |
| Августа-Вильгельмина-Луиза Гессен-Дармштадтская                              | Великая княгиня Наталья Алексеевна    | При переходе в православие. В честь матери Петра I Натальи Кирилловны Нарышкиной и его сестры Натальи Алексеевны. |
| София Мария Доротея Августа Луиза Вюртембергская                             | Императрица Мария Фёдоровна           | При переходе в православие. Отчество — по традиционному образцу. |
| Луиза-Мария-Августа Баденская                                                | Императрица Елизавета Алексеевна      | При переходе в православие. Первое имя сохранено (или в честь Елизаветы Петровны), отчество выбрано в честь отчества либо Екатерины II, либо вел. кн. Натальи Алексеевны, первой жены Павла, которая приходилась невесте тёткой. |
| Фридерика Шарлотта Вильгельмина Прусская                                     | Императрица Александра Фёдоровна      | При переходе в православие. Отчество — по традиционному образцу. |
| Максимилиана Вильгельмина Мария Гессенская                                   | Императрица Мария Александровна       | При переходе в православие. |
| Мария-София-Фредерика-Дагмара Датская                                        | Императрица Мария Фёдоровна           | При переходе в православие. По образцу одной из предшественниц. |
| Алиса Виктория Елена Луиза Беатрис Гессен-Дармштадтская                      | Императрица Александра Фёдоровна      | При переходе в православие. По образцу одной из предшественниц. Также с сохранением созвучия (Алиса/Александра). |
| Юлианна-Генриетта-Ульрика Саксен-Кобург-Заальфельдская                       | Цесаревна Анна Фёдоровна              | Имя «Юлианна» сменено на «Анна», отчество «Фёдоровна» — по обычаю, а также потому что отца невесты звали «Франц Фридрих». |
| Фредерика Шарлотта Мария Вюртембергская                                      | Великая княгиня Елена Павловна        | Отчество — поскольку отца звали «Павел Карл Фридрих Август». |
| Александра Саксен-Альтенбургская                                             | Великая княгиня Александра Иосифовна  | Имя не менялось. Отчество — от имени отца, звавшегося «Иосиф-Фридрих». |
| Александра Фридерика Вильгельмина Ольденбургская                             | Великая княгиня Александра Петровна   | Имя не менялось. Отчество — от имени отца, звавшегося «Пётр». |
| Цецилия Августа Баденская                                                    | Великая княгиня Ольга Фёдоровна       | Отчество, вероятно, по обычаю. |
| Мария Александрина Элизабета Элеонора Мекленбург-Шверинская                  | Великая княгиня Мария Павловна        | Имя не менялось (православие приняла спустя большое время после брака). Отца звали «Фридрих Франц II», однако отчество на «Фёдоровна» менять не стали, видимо, чтобы полное имя не совпадало с именем императрицы.               |
| Елизавета Александра Луиза Алиса Гессен-Дармштадтская                        | Великая княгиня Елизавета Фёдоровна   | Имя не менялось, отчество по обычаю. |
| Елизавета Маврикиевна (Элизавета Августа Мария Агнеса Саксен-Альтенбургская) | Великая княгиня Елизавета Маврикиевна | Имя не менялось (православие не принимала). Отчество — по имени отца «Мориц». |
| Виктория Мелита Са́ксен-Ко́бург-Го́тская                                        | Великая княгиня Виктория Фёдоровна    | Имя не менялось. Отчество — по обычаю, также возможно, от имени отца «Альфред». |

## Смена имён при постриге
При принятии монашества часто соблюдался принцип аллитерации имён, или хотя бы одинакового инициала. Обычно в качестве иноческих использовались имена, редко встречавшиеся в повседневности (также о принципах смены имен см. предсмертный постриг).
- Анастасия — Ульяна Фёдоровна (в честь покойной дочери царицы Анастасии Романовны)
- Нифонт — Никита Романович (дед царя Михаила Федоровича)
- Евдокия — Евфимия Никитична Сицкая (сестра Филарета)
- Филарет — Фёдор Никитич (отец Михаила)
- Марфа — Ксения Ивановна (мать Михаила)
- Анфиса — Анна Михайловна (дочь Михаила)
- Сусанна — Софья Алексеевна (в великой схиме опять «Софья»)
- Елена — Евдокия Лопухина
- Маргарита — Марфа Алексеевна
- Сусанна — Феодосия Алексеевна (взяла то же имя, что и её сестра царевна Софья, возможно, в знак солидарности)
- Анастасия — великая княгиня Александра Петровна
- Тамара — Романова, Татьяна Константиновна